# 林浣心
林林浣心女士，MH，JP（1953年12月29日—），香港著名教育家，前任英華小學校長及前任協恩中學附屬小學校長。她自1974年肩負教職，至2019年退休，逾四十五年。她退休後移居英國利物浦生活。

## 背景
林浣心從事教育工作45年，1973年畢業於協恩中學（1971年中五），1974年取得羅富國教育學院（香港教育大學前身）教育文憑。自1974年在聖羅撒學校（上午）及伊利沙伯中學夜校（晚上）任教，1987年獲得英國諾定咸大學教育學士一級榮譽學位，1993年獲邀請轉到協恩中學附屬小學當校長，2002年獲香港特別行政區頒授榮譽勳章，2004年轉到著名男校英華小學擔任復辦後第二任校長，2019年8月31日退休，同年獲香港特別行政區頒勳太平紳士，退休後與丈夫到英國過生活但沒有移民，又會周遊列國。她曾多次在電視節目上作經驗分享，並著有多本著作，包括：《童心減壓有妙法》、《童心寶盒》、《原來孩子是這樣》等，都由突破出版社出版，近作有《校長話》。
林校長有一個外號，叫做史諾比校長，因為她很喜愛《花生漫畫》中的史努比角色，所以她的校長室裡滿是史努比的擺設。這些史努比的擺設，不單沒有使人覺得她幼稚，反而成為了她和學生之間的橋樑，使學生覺得她可親可近，而樂於與她傾訴。林校長也很有童心，經常與學生通信。

## 個人宗旨
林浣心認爲孩子要好好學習，必須有尊重，而尊重有七大支柱:
| 尊重（ＲＥＳＰＥＣＴ）的平台有七大支柱： | |
| １．                                     | Role Model (模範) ── 老師以身作則。 Reflection (反省) ── 以生命影響生命，我們必須作出生命的反省。                  |
| ２．                                     | Enthusiasm (熱忱) ── 老師若有教學的熱忱，學生一定能受感染。 Encouragement (鼓勵) ── 多些鼓勵，如太陽「照」著學生。 |
| ３．                                     | Space (空間) ── 給學生適當的空間，創意才能充分發揮。                                                               |
| ４．                                     | Personal (個人) ── 老師要知道孩子是獨立的個體 (unique)，有獨特的學習方式和不同的潛能。                             |
| ５．                                     | Expectation (期望) ── 老師的最高的期望是幫助學生實現他們的夢想。                                                   |
| ６．                                     | Care (關心) ── 令學生感受到被愛、被關心，但卻不是抓著他們不放，愛／關心也是學習放手。                              |
| ７．                                     | Trust (信任) ── 信任孩子就是信任自己，因為他們是我們的影子，信任他們，他們才能發揮所長。                           |

## 參與節目
- 2010年：今日VIP（無綫電視）

## 外部連結
- 2009年4月22日 香港中文大學 – 博文公開講座「學校與兒童的多元發展」(錄像中有林浣心十五分鐘的演講) （页面存档备份，存于）
- RTHK 鏗鏘集 教育系列 (一) : 愉快地學習 （页面存档备份，存于）